# نعيمية (جزيرة مينو)
نعيمية (بالفارسية: نعمیه) هي منطقة سكنية تقع في إيران في قسم جزيرة مينو الريفي. يقدر عدد سكانها بـ 380 نسمة بحسب إحصاء 2016.